# Bernard London
Bernard London, född 1875, var en amerikansk fastighetsmäklare, känd för att 1932 ha författat texten Ending the Depression Through Planned Obsolescence. (Ungefär: Att avsluta den stora depressionen genom planerat åldrande.) Forskare menar att London myntade uttrycket planerat åldrande. 

## Biografi
London började sin karriär i Ryssland som byggare. Giles Slade skrev att London var självutbildad kring de "historiska aspekterna av fastighetskonstruktion". London engagerade sig kring fastigheter i New York, New York.